# Edis Görgülü
Edis, właśc. Edis Görgülü (ur. 28 listopada 1990 w Londynie) – turecki piosenkarz.

## Życiorys

### Wczesne lata
Urodził się w Londynie, dokąd wyjechali jego rodzice w celach zarobkowych i naukowych. Jego matka pracowała w kawiarni, a ojciec – w BBC Radio. Gdy miał dwa lata, powrócił z rodzicami do Turcji i zamieszkał w Izmirze.

### Kariera
W wieku czterech lat podjął pierwsze lekcje gry na fortepianie oraz śpiewu. Jako nastolatek był solistą Izmirskiej Orkiestry. W latach studenckich przeprowadził się do Stambułu, gdzie zapisał się do agencji aktorskiej. W latach 2011–2012 grał Barışa w serialu Fox TV Dinle Sevgili, w 2012 wcielał się w postać Uygara w serialu Star TV Hayatımın Rolü.
Podczas jednego z amatorskich występów karaoke jego talent wokalny został dostrzeżony przez menedżera Şebnema Özberka, który zaproponował mu nagranie albumu, po czym zapoznał z piosenkarzem Kenanem Doğulu, z którym nagrał pierwsze demo piosenek. Później nawiązał współpracę z Ozanem Çolakoğlu i Sonerem Sarıkabadayıem, a także podpisał kontrakt płytowy z wytwórnią PDND Müzik.
1 grudnia 2014 wydał swój debiutancki singiel „Benim ol”, który dotarł do drugiego miejsca tureckiej listy przebojów. W kolejnych latach zaprezentował kilka singli: „Olmamış mı?” (2015), „Dudak” (2016) i „Çok Çok” (2017). W 2016 jego piosenka „Vay” została umieszczona na ścieżce dźwiękowej do filmu To wszystko przez miłość (Her Şey Aşktan). W grudniu 2016 podpisał kontrakt płytowy z wytwórnią DMC, a szef PDND Müzik, Soner Sarıkabadayı, oskarżył go o złamanie zasad umowy z jego wytwórnią, domagając się zapłaty kary w wysokości 30 tys. lir tureckich.
7 marca 2018 wydał swój debiutancki album studyjny, zatytułowany Ân. Głównym singlem z płyty była piosenka „Roman”, która przez cztery tygodnie przebywała na pierwszym miejscu tureckiej listy przebojów.

## Dyskografia

### Albumy studyjne
- Ân (2018)